# Аксай (Єсільський район)
Акса́й (каз. Ақсай) — село у складі Єсільського району Акмолинської області Казахстану. Адміністративний центр та єдиний населений пункт Аксайського сільського округу.
Населення — 672 особи (2021; 972 у 2009, 1219 у 1999, 1456 у 1989).
Національний склад станом на 1989 рік:
- росіяни — 37 %;
- українці — 20 %.